# Samut Sakhon
Samut Sakhon (thai: สมุทรสาคร) är en thailändsk provins (changwat). Den ligger i den centrala delen av Thailand. Provinsen hade år 2002 442 914 invånare på en areal av 872 km². Provinshuvudstaden är Samut Sakhon.

## Administrativ indelning
Provinsen är indelad 3 distrikt (amphoe). Distrikten är i sin tur indelade i 40 subdistrikt (tambon) och 288 byar (muban). 